# Elaine Partnow
Elaine T. Bernstein Partnow ist eine US-amerikanische Autorin und Schauspielerin.

## Leben
Bernstein Partnow studierte Theaterkunst an der University of California, Los Angeles. Anschließend lernte sie das Schauspiel in zwei Jahren am HB Studio. Sie gehört der Schauspieler-Gewerkschaften SAG-AFTRA und Actors’ Equity Association (AEA) an. Sie debütierte in den 1960er Jahren als Schauspielerin. Durch die Schauspielerei entstand ihre Vorliebe für das Schreiben. 1978 erschien mit The Quotable Woman: 1800-1975 ihr erstes Buch im Verlag Macmillan Publishers. Für ihre Leistungen wurde sie 2017 auf dem Festigious Film Festival in der Kategorie (Best Inspiring Woman in A Film) ausgezeichnet. Im selben Jahr erhielt sie den Diamond Award als beste Schauspielerin beim NYC Indie Film Festival.
Sie lebt mit ihrem Mann im kalifornischen Culver City.

## Werke (Auswahl)
- The Quotable Woman: 1800–1975, Macmillan Publishers, London 1978, ISBN 978-0894740060
- Macmillan Biographical Encyclopedia of Photographic Artists & Innovators, Eigenverlag, 1983
- The Female Dramatist, Facts on File, New York City 1998, ISBN 978-0816030156
- The Quotable Jewish Woman: Wisdom, Inspiration and Humor from the Mind and Heart, Jewish Lights, Woodstock 2007, ISBN 978-1580232364
- The Complete Idiot’s Guide to Great Quotes for All Occasions, Alpha, 2008, ISBN 978-1592577415
- The Complete Idiot’s Guide to Your True Age, Alpha, 2008, ISBN 978-1592578221
- The Quotable Woman: The First 5,000 Years, Facts on File, New York City 2010, ISBN 978-0816077250
- The Little Book of the Spirit, Fall River Press, 2010, ISBN 978-1435122499
- Speaking with Power, Poise & Ease, Eigenverlag, 2012

## Filmografie
- 1964: The Eleventh Hour (Fernsehserie, Episode 2x15)
- 1968: Bewegliche Ziele (Targets)
- 1968: Flug 413 nach Rio meldet sich nicht (Terror in the Jungle)
- 1970: Marigold Man
- 1972: Is’ was, Doc? (What’s Up, Doc?)
- 1972: Cool Breeze
- 1972: Höllenfeuer (Poor Albert and Little Annie)
- 1973: Howzer
- 1974: Spur der Gewalt (Busting)
- 1974: Mother Tiger Mother Tiger
- 1976: My Friends Need Killing
- 1976: Nickelodeon
- 1978: Der Würger (Sketches of a Strangler)
- 1979: Only Once in a Lifetime
- 1987: Onkel Toms Hütte (Uncle Tom's Cabin)
- 2012: Anatomy Is Destiny (Kurzfilm)
- 2012: Tosh.0 (Fernsehserie, Episode 4x07)
- 2012: America’s Most Wanted (Fernsehshow)
- 2012–2016: CollegeHumor Originals (Fernsehserie, 3 Episoden, verschiedene Rollen)
- 2013: The Doctors (Fernsehserie, Episode 5x101)
- 2013: Urban Tarzan (Fernsehserie, Episode 1x03)
- 2013: These Things Take Time (Kurzfilm)
- 2013: Dead End (Fernsehfilm)
- 2014: The Wallet (Kurzfilm)
- 2014: OMG! EMT! (Fernsehserie, Episode 1x01)
- 2014: Tips (Kurzfilm)
- 2014: It's Not a Date
- 2015: Clean Slate (Kurzfilm)
- 2015: Mr. Collins’ zweiter Frühling (Danny Collins)
- 2015: Homes of Horror (Fernsehserie, Episode 3x03)
- 2015: San Andreas Quake – Los Angeles am Abgrund (San Andreas Quake)
- 2015: Reaper Tales (Fernsehserie, Episode 1x02)
- 2015: I Lived (i-Lived)
- 2015: Casual (Fernsehserie, 2 Episoden)
- 2015: My Crazy Ex (Fernsehserie, Episode 1x09)
- 2016: Whipclip Presents 'No I Didn't' (Mini-Serie, 3 Episoden)
- 2016: Ghostmates
- 2016: Ghostmates BTS
- 2017: Slipaway
- 2017: Grey = Wisdom: Really?? (Fernsehserie)
- 2017: Evil Things (Mini-Serie, Episode 1x05)
- 2017: Santa Stole Our Dog: A Merry Doggone Christmas!
- 2017: Delivering Christmas (Kurzfilm)
- 2018: Champions (Fernsehserie, Episode 1x04)
- 2018: Iniquity (Kurzfilm)
- 2018: House of Darkness: New Blood (Fernsehfilm)
- 2018: Ashes
- 2018: A Wedding for Christmas (Fernsehfilm)
- 2019: Window Dressing (Kurzfilm)
- 2019: Ahead (Kurzfilm)
- 2019: Dead Weight
- 2019: Misfit
- 2020: She's in Portland
- 2020: Lone Wolf Survival Kit
- 2020: Alienated
- 2020: Incision

## Synchronisation
- 2018: Life Is Strange 2 (Videospiel)

## Auszeichnungen
- 2017: Award Of Recognition für The Quotable Woman Web Series auf dem Accolade Competition
- 2017: Best Actor of the Festival für Slipaway auf dem Best Actors Film Festival
- 2017: Inspiring Woman in a Film für The Quotable Woman Web Series auf dem Festigious International Film Festival
- 2017: Best Actress für Slipaway auf dem Festival of Cinema NYC
- 2017: Platinum Award Kategorie Best Actor für Slipaway auf der Hollywood Film Competition
- 2017: Award of Recognition für The Quotable Woman Web Series auf dem Indie Fest USA International Film Festival
- 2017: Best Lead Actress für Slipaway auf dem Laughlin International Film Festival
- 2017: Diamond Award Kategorie Best Actor für Slipaway auf dem Mindfield Film Festival Los Angeles
- 2017: Diamond Award Kategorie Best Actor für Slipaway auf dem NYC Indie Film Awards
- 2017: Jury-Preis in der Kategorie Best Actress in a Leading Role für Slipaway auf dem San Antonio Film Festival
- 2017: Achievement Award TheWIFTS Foundation International Visionary Awards